# Стрельцова, Ольга Александровна
О́льга Алекса́ндровна Стрельцо́ва (25 февраля 1987, Москва) — российская трековая велогонщица, выступает за сборную России в различных трековых дисциплинах начиная с 2008 года. Чемпионка Европы, победительница всероссийских первенств, участница этапов Кубка мира, чемпионатов мира и многих других престижных гонок. На соревнованиях представляет город Москву, Заслуженный мастер спорта.

## Биография
Ольга Стрельцова родилась 25 февраля 1987 года в Москве. Активно заниматься трековым велоспортом начала в раннем детстве, проходила подготовку в училище олимпийского резерва № 2, в разное время тренировалась под руководством таких специалистов как А. И. Пичугин, О. Ю. Гришина, В. Д. Кирильцев. Состояла в Московском городском физкультурно-спортивном обществе.
Первого серьёзного успеха добилась в 2008 году, когда выиграла серебряную медаль на чемпионате России в кейрине и бронзовую на молодёжном чемпионате Европы в командном спринте. Год спустя одержала победу на гран-при Тулы и гран-при Москвы, дебютировала на взрослом международном уровне: побывала на этапах Кубка мира в Дании, Австралии, Колумбии и Китае, выступила на чемпионате мира в Польше, где заняла семнадцатое место в спринте, тринадцатое в кейрине и пятнадцатое в гите на 500 метров. Ещё через год стала чемпионкой России в гите, кейрине и командном спринте, вновь соревновалась на всех этапах мирового кубка, тогда как на мировом первенстве в Копенгагене была семнадцатой в гите, двадцать четвёртой в спринте индивидуальном и восьмой в спринте командном.
В 2011 году Стрельцова защитила титулы чемпионки России в гите, личном и командном спринте. В следующем сезоне продолжила череду удачных выступлений, одержала победу на мемориальном турнире Александра Лесникова и на гран-при Тулы. На чемпионате Европы 2012 года вместе с партнёршей Еленой Брежнивой (дисквалифицирована в 2015 году WADA за применение допинга) завоевала в программе командного спринта золотую медаль. Помимо этого, в той же дисциплине стала чемпионкой всероссийского первенства.
За выдающиеся спортивные достижения удостоена почётного звания «Заслуженный мастер спорта России».